# Aristolochia chachapoyensis
Aristolochia chachapoyensis är en piprankeväxtart som beskrevs av L.Z. Ahumada. Aristolochia chachapoyensis ingår i släktet piprankor, och familjen piprankeväxter. Inga underarter finns listade i Catalogue of Life.